# Mylabris dentata
Mylabris dentata is een keversoort uit de familie van oliekevers (Meloidae). De wetenschappelijke naam van de soort is voor het eerst geldig gepubliceerd in 1811 door Olivier.